# Малкольм Маггерідж

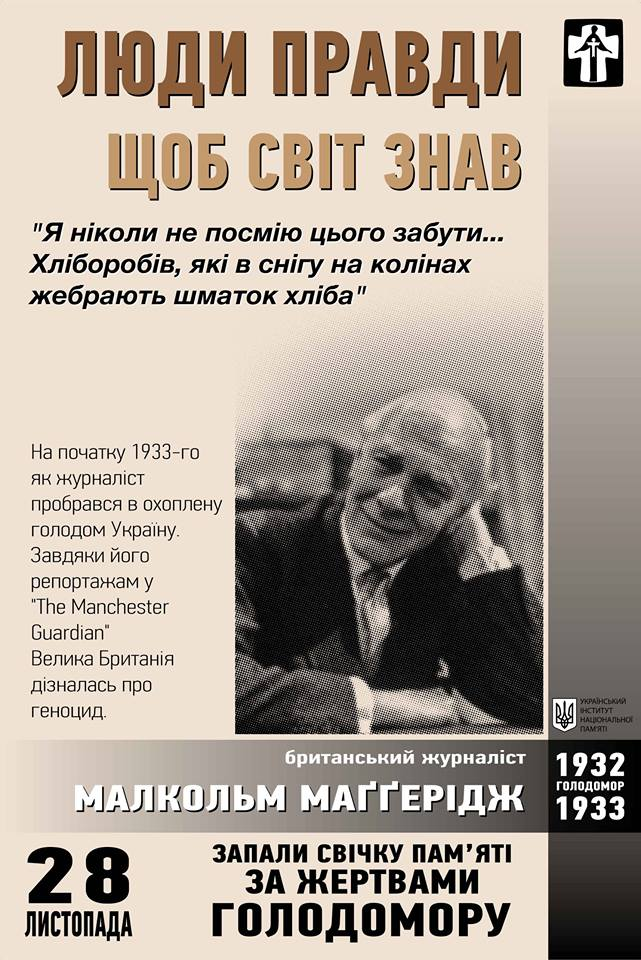
Люди Правди.Малкольм Маґґерідж. Серія плакатів про тих, хто, ризикуючи кар'єрою, свободою або навіть життям, зробили все, щоб зберегти та поширити правдиві відомості про Голодомор. Щоб світ знав.

Малкольм Маґґерідж (англ. Malcolm Muggeridge, також Томас Малкольм Маґґерідж, англ. Thomas Malcolm Muggeridge, 24 березня 1903, Сандерстад, Суррей — 14 листопада 1990, Робертсбридж, Східний Сассекс) — британський журналіст, дослідник Голодомору.

## Життєпис
Малкольм Маґґерідж народився 24 березня 1903 року в Сандерстадті, Суррей у сім'ї політика-лейбориста Генрі Маґґеріджа та Анні Булер. Закінчив Селгерст школу.
У 1924 році Малкольм Маґґерідж закінчив факультет природничих наук у Селвін-коледжі Кембриджського університету. Після чого поїхав у Британську Індію, щоб викладати англійську літературу. Після повернення у Велику Британію в 1927 році одружився з Кетрін Доббз (8 грудня 1903 — 11 червня 1994). 
Шість місяців потому поїхав викладати в Єгипет, де познайомився з Артуром Ренсоном, який перебував у Єгипті як кореспондент «Манчестер Гардіан». Ренсом порекомендував Маґґеріджа видавцям «Манчестер Гардіан», які взяли його працювати журналістом.
В молодості Малкольм Маґґерідж симпатизував комуністичним ідеям. У 1932 році, захоплений комуністичною ідеєю, разом з дружиною поїхав до Москви кореспондентом «Манчестер Гардіан». У СРСР він дуже швидко розчарувався в комунізмі.
У 1933 він вирішив перевірити чутки про голод в Українській СРР. Він без дозволу радянських властей виїхав в Українську СРР і також на Кавказ. Свої репортажі про жахливі сцени голоду він відправляв до «Манчестер Гардіан» дипломатичною поштою, що дозволило обминати цензуру. Не всі його матеріали пішли до друку, три його статті вийшли під псевдонімом. В них він відобразив масову загибель селян, хоча не вказав справжніх цифр трагедії. Завдяки цим статтям, а також статтям Ґарета Джоунса, з яким він познайомився в Москві, світ дещо довідався про розмах Голодомору.
Московський кореспондент «Нью-Йорк Таймс» Волтер Дюранті заперечував існування голоду. Так як Дюранті у 1932 отримав за свої репортажі про сталінські п'ятирічні плани Пулітцерівську премію, він мав високу репутацію у світі журналістики. Джоунс писав листи до газети Маггеріджа для підтвердження його інформації про голод. Тому між Маґґеріджем та «Манчестер Гардіан» стався конфлікт щодо редакційної політики газети.
У жовтні 1932 р. перебував на будівництві Дніпрогесу, бачив голодних і виснажених селян. Його перші репортажі в березні 1933 р. опублікувала «The Manchester Guardian», але без зазначення прізвища автора. Вони висвітлювали факти голоду, адже Маггерідж особисто відвідав села біля Києва, навіть родину колгоспника, бачив його жалюгідний хатній побут. Оглядові нотатки «Совіти і селянство» стосувалися сіл Північного Кавказу (25 березня), голоду в Україні (27 березня), мізерного врожаю в перспективі (28 березня). В одній з публікацій Маггерідж показав політичну анатомію радянської тоталітарної системи. «Диктатура пролетаріату, - наголошував він, - набула значення диктатури партії, диктатура партії стала означати диктатуру Політбюро, диктатура Політбюро набула значення диктатури Сталіна, а диктатура Сталіна стала означати диктатуру Головної ідеї, яка повністю ним заволоділа. А цю ідею можна здійснити тільки створенням невільничої держави».
Маггерідж писав про однотипність соціально-економічної ситуації в українських селах та станицях: сотні голів дохлої худоби, занедбані поля, убогий врожай попри сприятливі кліматичні умови, конфіскація хліба, розпач і хаос. У травні 1933 р., відвідавши Україну, він писав: «Під час недавньої поїздки на Північний Кавказ і в Україну я побачив щось схоже на боротьбу, яка точиться між державою й селянами. Поле битви таке ж спустошене, як під час будь-якої війни, і тягнеться ще далі... З одного боку мільйони селян, голодні, часто опухлі з голоду: з другого боку солдати, члени ГПУ, які виконують вказівки диктатури пролетаріату. Вони пройшлися по країні як рій сарани, позабиравши все їстівне; вони розстріляли й заслали тисячі селян, подекуди цілими селами; вони перетворили найродючіші у світі землі на сумну пустелю». Журналіст розглядав голод у контексті «радянської війни з селянами». Його статті з'являлися 5 і 6 червня 1933 р. на сторінках «The Morning Post». 
Після поїздки в СРСР розпочав роботу над сатиричним романом «Зима в Москві» (1934), в якому описав умови життя в соціалістичній утопії. Він рішуче виступив проти західних журналістів, які відмовлялися критикувати Сталіна. Пізніше він назвав Дюранті «найбільшим брехуном, якого він будь-коли зустрічав у світі журналістики».
Під час Другої світової війни він був британським розвідником МІ6. Його завдання полягало у тому, щоб унеможливити отримання нацистами інформації про конвої союзників біля африканського узбережжя.
Під впливом Матері Терези, яку відкрив світові своїми репортажами з Калькутти, він став переконаним християнином, римо-католиком. А ще він був плідним письменником та медіа-зіркою.
У спогадах «Літопис змарнованого часу», які з'явилися у 1972 р., він згадав також про Голодомор. Його статті та інтерв'ю друкувалися в 1983 р. українською, англійською, передруковувались редакцією журналу «Сучасність» (1984). 1 березня 1983 р. він дав інтерв'ю журналісту Б.Нагайлу, яке було опублікуване на сторінках видання в 1985 р. Маггерідж зазначив, що на початку 1930-х рр. був переконаним симпатином СРСР, навіть думав: «я там залишусь жити». Побачивши картини голоду, змінив ставлення до країни соціалізму. Через півстоліття визнав, що «... то був штучний голод». У 1988 р. Маггерідж свідчив під час слухань Міжнародної комісії з розслідування голоду 1932-1933 рр. в Україні. Помер М.Маггерідж 14 листопада 1990 р. у м. Робертсбридж (Англія).
За вагомий особистий внесок у донесення до світової спільноти правди про геноцид Українського народу під час Голодомору 1932–1933 років нагороджений (посмертно) орденом «За заслуги» III ступеня

## Доробок

### Фільмографія
- 1963 — Небо над нами!

### Книги
- Three Flats: A Play in Three Acts, (1931)
- Winter in Moscow, (1934)
- Picture Palace, (1934, 1987) ISBN 0-297-79039-0
- La Russie. Vue par Malcolme (sic) Muggeridge. Paris, Imprimerie Pascal, N.d.(c.1934) 14pp.
- The Earnest Atheist: A study of Samuel Butler, London: Eyre & Spottiswoode, (1936)
- The Thirties, 1930–1940, in Great Britain, (1940, 1989) ISBN 0-297-79570-8
- Affairs of the Heart, (1949)
- How can you Bear to be Human, (1957) by Nicholas Bentley (Muggeridge wrote the introduction)[18]
- Tread Softly for You Tread on My Jokes, (1966)
- Jesus Rediscovered, (1969) ISBN 0-00-621939-X
- Something Beautiful for God, (1971) ISBN 0-00-215769-1
- Paul, Envoy Extraordinary, (1972) with Alec Vidler, ISBN 0-00-215644-X
- Chronicles of Wasted Time: An Autobiography, (1972,2006) ISBN 1-57383-376-2
- Jesus: The Man Who Lives, (1975) ISBN 0-00-211388-0
- A Third Testament: A Modern Pilgrim Explores the Spiritual Wanderings of Augustine, Blake, Pascal, Tolstoy, Bonhoeffer, Kierkegaard, and Dostoevsky, (1976, 2002) ISBN 0-87486-921-8 Full text online.
- Christ and the Media, (1977) ISBN 0-340-22438-X
- In a Valley of This Restless Mind, (1978) ISBN 0-00-216337-3
- Things Past (1979)
- The End of Christendom, (1980) ISBN 0-8028-1837-4
- Like it Was: The Diaries of Malcolm Muggeridge, (1981) ISBN 0-00-216468-X
- Conversion: The Spiritual Journey of a Twentieth Century Pilgrim, (1988, 2005) ISBN 1-59752-101-9
- Chronicles of Wasted Time: volumes I & II including 'The Right Eye', (2006) ISBN 978-1-57383-376-9